# Itza

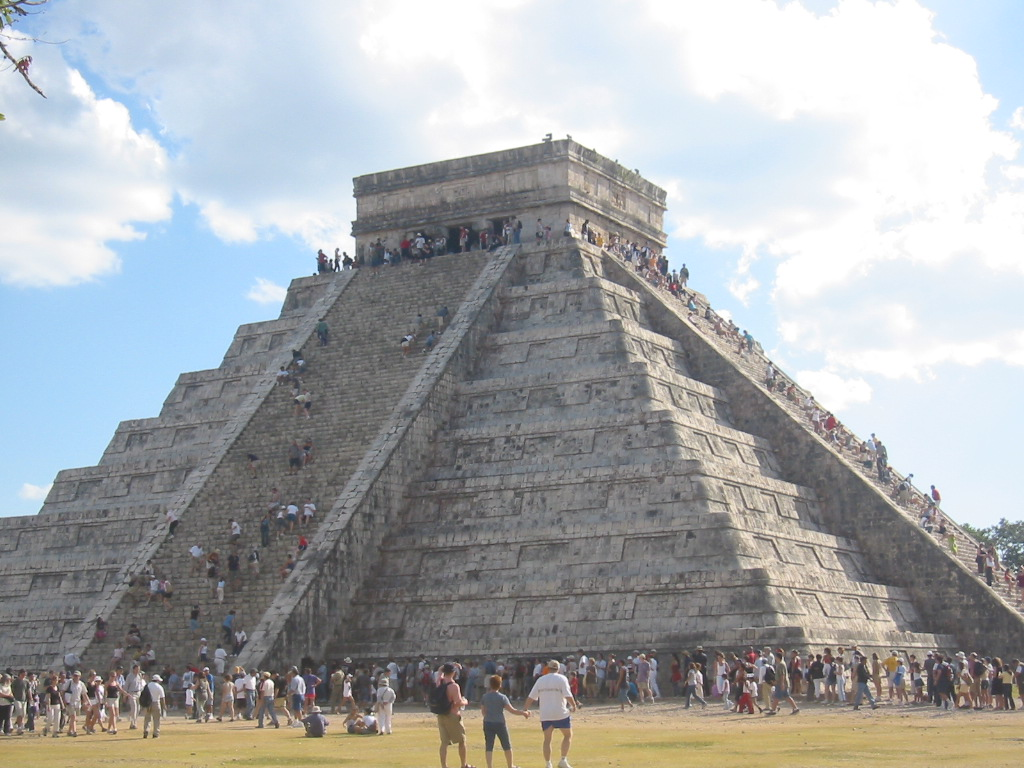
"El Castillo" a Chichén Itzá

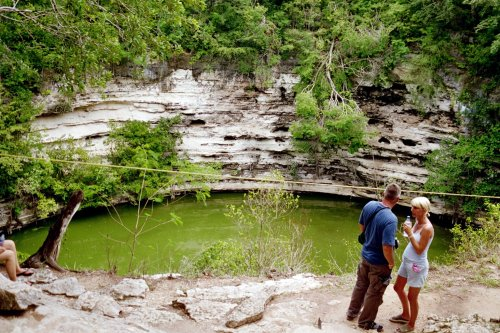
Il sacro cenote che dà il nome a Chichén Itzá

Gli Itza sono un gruppo etnico guatemalteco di affiliazione Maya, e che parla la lingua itza. Abitano il dipartimento di Petén in Guatemala, e per la precisione la città di Flores sul lago Petén Itzá ed i suoi dintorni.

## Diffusione e lingua
Secondo il censimento del 2002, esistono 1983 persone di etnia Itza, i quali mantengono qualche aspetto della loro cultura indigena. La lingua itza è quasi estinta. I dati raccolti dal Summer Institute of Linguistics (SIL) ipotizzano l'esistenza di sole 20 persone a parlare fluentemente l'itza nel 1986, e 60 non-fluenti nel 1991. Secondo il censimento del 2002, però, risultano ancora 1094 persone che lo parlano. Il termine maya itza significa 'acque incantate' e potrebbe essere stato adottato a partire dal nome del lago stesso.

## Nello Yucatán
Storicamente gli Itza, discendenti dai Maya dello Yucatán chiamati Ah Itzá, furono un importante popolo mesoamericano che dominò la penisola dello Yucatán nel periodo Post-Classico. Gli Itza potrebbero essere nati nel periodo Classico nella città di Motul de San José, vicino al lago Petén Itzá in Guatemala, per poi migrare nello Yucatán durante il collasso Maya della fine del periodo Classico. A partire dalla loro capitale di Chichén Itzá, stabilirono un impero commerciale che giungeva a sud fino all'Honduras, e per la precisione a Naco. Chichen Itza significa 'alla foce del pozzo degli Itza' in lingua itza.
I libri di Chilam Balam raccontano la storia degli Itza e la rovina del loro impero per mano di una banda di Putún Maya messicanizzati, guidati dal re mercenario Hunac Ceel, fondatore della dinastia Cocom di Mayapan. Hunac Ceel combatté gli Itza ma fu catturato e sacrificato venendo lanciato nel cenote di Chichén Itzá. Sopravvisse al tentato sacrificio, e dopo aver passato la notte in acqua riuscì a riferire una profezia del dio della pioggia Chac riguardo ai raccolti degli anni a venire. Una volta divenuto signore di Mayapan, orchestrò, aiutato dalla magia, la distruzione di Chichén Itzá.
Mentre parte della storia di Hunac Ceel sembra più mitologica che storica, viene generalmente accettato il fatto che gli Itza di Chichén Itzá furono sconfitti in una lotta di potere tra le tre linee di discendenza Yucatecane di Cocom, Xiu e Itzá, quando tutti e tre reclamavano una discendenza diretta dai Toltechi. Le rovine risalenti al 1331 circa, dimostrano che Chichén ed altri siti dominati dagli Itza, come Isla Cerritos, furono abbandonati. La caduta di questi siti fu contemporanea alla graduale incursione di Putún Maya messicanizzti da Tabasco e dal Messico centrale, e sembra che furono proprio loro a causare la caduta degli Itza.

## Nel Petén
Gli Itza quindi abbandonarono o furono cacciati dallo Yucatán, e tornarono a sud verso il bacino del Petén per costruire la città in seguito nota come Tayasal, che divenne la loro nuova capitale. La chiamarono Noh Petén ('città isola'). Fu anche chiamata Tah Itzá ('luogo degli Itzá').
Hernán Cortés visitò Tayasal con un esercito di spagnoli e 600 Maya Chontal durante il viaggio in Honduras nel 1523, e celebrò una messa con un re Itza di nome Canek.
La città isola di Tayasal fu l'ultimo regno maya indipendente, ed alcuni sacerdoti spagnoli la visitarono pacificamente predicando all'ultimo re Itza, anch'egli chiamato Canek, nel 1696. Il 13 marzo 1697 il regno Itza dovette sottomettersi al dominio spagnolo, rappresentato da una forza guidata da Martín de Ursúa, governatore dello Yucatán. Le terre più settentrionali della regione di Petén ospitano famiglie la cui discendenza risale agli Itza precoloniali. Nonostante la lingua itza sia pressoché estinta, le pratiche agro-forestali Itza, tra cui l'uso di erbe edibili e medicinali, potrebbe ancora dirci molto su come gli Itza pre-coloniali gestissero le terre Maya.

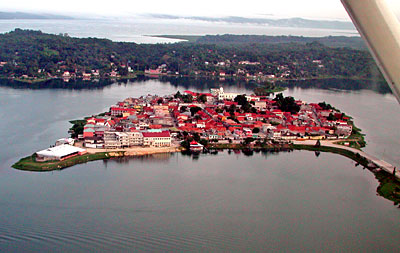
Vista aerea di Flores (Guatemala), costruita sulle rovine della capitale Itza Tayasal